# La Grande Vadrouille
La Grande Vadrouille is een Franse film uit 1966, geregisseerd door Gérard Oury. De film trok in Frankrijk alleen al meer dan 17 miljoen bezoekers naar de bioscoop, gedurende lange tijd een ongeëvenaard record. Het is de op vier na meest bezochte film in Frankrijk, na onder andereTitanic (21.774.181 bezoekers) en Bienvenue chez les Ch'tis (20.488.977 bezoekers). Ook in andere landen werd deze film een enorm succes. Hij werd zeer geliefd in China. De acteerprestaties van het duo Louis de Funès en Bourvil in deze film worden door veel kenners geprezen.
La Grande Vadrouille was het eerste grote voorbeeld van de komische oorlogsfilm, waarin tegenstanders van de Duitse bezetter op allerlei gekke manieren proberen te ontkomen, in het bijzonder door zelf Duitse uniformen aan te trekken. Een hilarisch hoogtepunt van de film is de scène waarin dirigent Lefort (Louis de Funès) per vergissing in hetzelfde bed belandt als de Duitse officier die naar hem op zoek is.

## Verhaal
In de zomer van 1942 wordt een B-17-bommenwerper van de Britse Royal Air Force boven Parijs neergehaald door Duits luchtafweergeschut. De bemanning, commandant Sir Reginald (met een grote snor), Peter Cunningham en Alan MacIntosch weten per parachute te ontsnappen. Sir Reginald komt in een dierentuin terecht, Peter Cunningham wordt door huisschilder Augustin Bouvet in een appartement verstopt en Alan MacIntosch wordt verstopt in de kleedkamer van Stanislas Lefort, de dirigent van de Opéra Garnier. Onvrijwillig raken Bouvet en Lefort betrokken bij de jacht op de Britse piloten. De meeste betrokkenen ontmoeten elkaar tijdens een opvoering in de Opera, op het moment dat het Franse verzet er een bomaanslag pleegt op een Gruppenführer. Ze reizen daarna op verschillende wijzen naar Bourgondië, waar ze na allerlei avonturen toch gearresteerd worden door de Duitsers, maar met de hulp van energieke nonnen kunnen ontsnappen. Op het allerlaatste moment weten ze met zweefvliegtuigen over de demarcatielijn te vliegen en naar het onbezette deel van Frankrijk te ontkomen.
De film Le Grande Vadrouille (letterlijk: De grote zwerftocht) is in Nederland bekend geworden onder de titel Samen uit - samen thuis.

## Rolverdeling
| Acteur              | Personage                    | Opmerkingen |
| ------------------- | ---------------------------- | ----------- |
| Bourvil             | Augustin Bouvet              | Hoofdrol    |
| Louis de Funès      | Stanislas Lefort             | Hoofdrol    |
| Terry-Thomas        | Sir Reginald (Big Moustache) | -           |
| Claudio Brook       | Peter Cunningham             | -           |
| Mike Marshall       | Alan MacIntosh               | -           |
| Marie Dubois        | Juliette                     | -           |
| Pierre Bertin       | Juliettes opa                | -           |
| Mary Marquet        | De hoofdzuster               | -           |
| Benno Sterzenbach   | Majoor Achbach               | -           |
| Sieghardt Rupp      | Luitenant Stürmer            | -           |
| Paul Préboist       | De visser                    | -           |
| Reinhard Kolldehoff | Duitse soldaat               | -           |
| Helmuth Schneider   | Duitse officier              | -           |